# Salvación de Denicolán
Dabotonay (Denicolan Island- Salvación Island) es una isla situada en Filipinas, adyacente a la de Busuanga, isla que forma parte del grupo de Calamianes.
Administrativamente forma parte del barrio del  mismo nombre, cuya sede se encuentra en isla de Busuanga,  del municipio filipino de tercera categoría de Busuanga perteneciente a la provincia  de Paragua en Mimaro,  Región IV-B.

## Geografía
Isla Busuanga es la más grande del Grupo Calamian situado a medio camino entre las islas de Mindoro (San José) y de Paragua (Puerto Princesa), con el Mar de la China Meridional a poniente y el mar de Joló a levante. Al sur de la isla están las otras dos islas principales del Grupo Calamian: Culión y  Corón.
Bañada por las aguas de la bahía de Gutob de que se abre al mar de la China Meridional, tiene aproximadamente 760 metros de largo, en dirección norte-sur, y unos 530 metros de anchura máxima.
Situada a poniente de Isla Calauit, dista escasos 650 m de la costa y 830 metros del sitio Centro del barrio de Salvación.
La isla de Compare (sitios de Capare, Tapic y Talampetán), sede del barrio de San Isidro se encuentra situada 4.570 metros a poniente.